# Südestnische Sprache

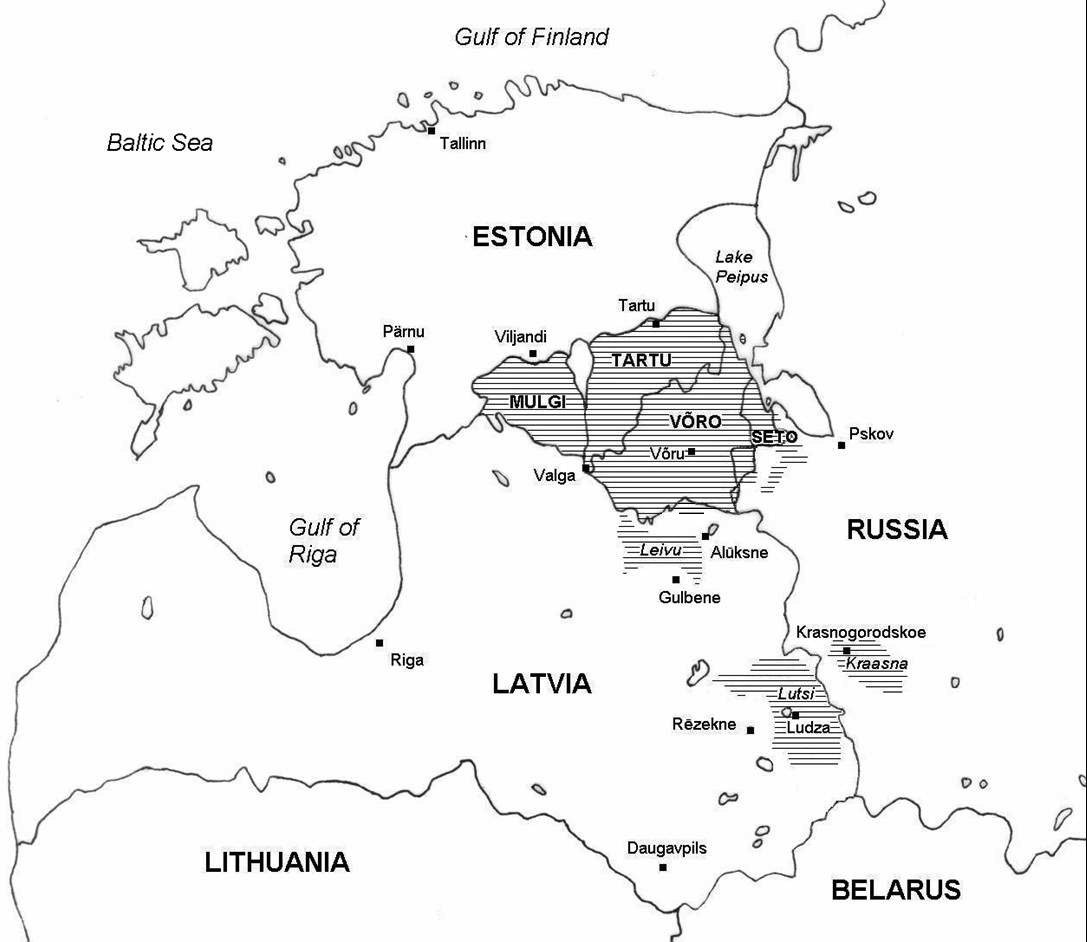
Sprachgruppen der südestnischen Sprache: Võro, Tartu, Mulgi, Seto. Daneben die ehemaligen südestnischen Sprachinseln der Dialekte Leivu und Lutsi in Lettland und Kraasna in Russland.

Als Südestnische Dialekte – etliche Forscher sprechen auch von einer Südestnischen Sprache (lõunaeesti kiil), estnisch lõunaeesti keel – bezeichnet man finno-ugrische Dialekte im Süden des heutigen Estland. Sie umfasst hauptsächlich die Sprachvarietäten Võro, Tartu, Mulgi und Seto.
Nach traditioneller sprachwissenschaftlicher Meinung handelt es sich beim Südestnischen heute um dialektale Varianten des Nordestnischen, das seit dem Ende des 19. Jahrhunderts als Standard-Estnisch angesehen wird. Nach einigen Autoren gehört das Südestnische als eigenständige Sprache der ostseefinnischen Gruppe der uralischen Sprachen an.

## Geschichte
Die Geschichte der südestnische Schriftsprache beginnt mit der Übersetzung des Neuen Testaments (Wastne Testament) 1686 ins Südestnische, lange bevor es eine Übersetzung in die nordestnische Sprache gab. Die südestnische Sprache hatte ihre Hochphase vom 17. bis zum 19. Jahrhundert. Ihre Standardsprache fußte auf dem Dialekt des livländischen Tartu und dessen Umgebung, dem baltischen Bildungszentrum der damaligen Zeit.
Erst mit der ersten vollständigen Bibelübersetzung in die nordestnische Sprache 1739 begann der allmähliche Niedergang des Südestnischen. Ein zusätzlicher Schlag war zuvor der Brand Tartus und die vollständige Deportation der einheimischen Bevölkerung durch russische Truppen 1708 gewesen. 1806 erschien die erste estnische Zeitung, Tarto-ma rahwa Näddali leht, in südestnischer Sprache. Um 1880 ging der Einfluss des Südestnischen fast ganz zurück. Allerdings publizierte Johann Hurt 1885 in Tartu noch das bedeutendste Lesebuch in Võro, das Wastne Wõro keeli ABD raamat („Neues ABC-Buch der Võro-Sprache“).
Die estnische Nationalbewegung forderte schließlich, dass es nur eine estnische Sprache geben dürfe. Das Nordestnische mit der Hauptstadt Tallinn als politisches und wirtschaftliches Zentrum setzte sich schließlich durch. Am Ende des 19. Jahrhunderts war das Südestnische vollständig an den Rand gedrängt. Mit Ausrufung der Republik Estland 1918 verschwand es praktisch und wurde zur Mundart und reinen Umgangssprache.

## Südestnisch heute
Seit den 1980er Jahren erlebt die südestnische Sprache eine Renaissance. Heute wird sie wieder gefördert. Vor allem Võro gewinnt an Stärke, da es in den regionalen Medien und an den Schulen verbreitet wird. Die Versuche, Võro als südestnische Standardsprache zu etablieren, werden vom estnischen Staat unterstützt. Es wird auch an der Universität Tartu unterrichtet.
Das 1995 gegründete staatliche Võru Instituut mit Sitz in Võru widmet sich der wissenschaftlichen Erforschung der Sprache und gibt ein Wörterbuch Võro–Estnisch heraus. Es untersteht dem estnischen Kulturministerium. Der estnische Staat unterstützt mit dem Programm „Südestnische Sprache und Kultur“ (Lõunaeesti keel ja kultuur) die Stärkung von Sprache und Kultur Südestlands, vor allem auf der Basis von Võro; Tartu und Mulgi sind dagegen als Schriftsprache fast ausgestorben. Seto hat als identitätsstiftendes Element des Volks der Setukesen weiterhin einige Bedeutung.
Bedeutende Schriftsteller, die auch auf Südestnisch schreiben, sind heute die Dichter Mats Traat und Nikolai Baturin (beide 1936 geboren). Beim Eurovision Song Contest 2004 in Istanbul trat die estnische Mädchenband Neiokõsõ mit einem Lied in südestnischer Sprache für ihr Land an.

## Besonderheiten des Südestnischen
Das Südestnische unterscheidet sich vom Standard-Estnischen durch seine Aussprache, Wortfolge, Syntax sowie den Wortschatz.
Einige Unterschiede zum Standard-Estnischen sind:
- Die 3. Person Singular hat im Standard-Estnischen immer ein -b als Endung. Im Südestnischen kann sie auf zwei Arten gebildet werden: entweder mit der Endung -s oder endungslos. Die doppelte Konjugation gibt es außer im Võro nur noch im Seto und im Karelischen.
- Prägend für das Südestnische ist die Vokalharmonie, die es im Standard-Estnischen nicht gibt. „Dorf“ heißt daher im Standard-Estnischen küla, im Südestnischen külä.
- Bei der Verneinung steht die Verneinungspartikel im Standard-Estnischen immer vor dem Verb, im Südestnischen meist danach.
- Der Nominativ-Plural wird im Standard-Estnischen durch Anfügen eines -d gebildet, im Südestnischen jedoch durch einen glottalen Verschluss, welcher durch den Buchstaben -q angezeigt wird. Der glottale Verschluss macht das Südestnische „ruckartiger“ im Vergleich zum gleichförmigeren Nordestnischen.[1]

## Sprachbeispiele

### Vaterunser (Meie Esä) in der alten südestnischen Schriftsprache (Tartu)
Meie Esä taiwan: pühendetüs saagu sino nimi. Sino riik tulgu. Sino tahtmine sündigu kui taiwan, niida ka maa pääl. Meie päiwälikku leibä anna meile täämbä. Nink anna meile andis meie süü, niida kui ka meie andis anname omile süidläisile. Nink ärä saada meid mitte kiusatuse sisse; enge pästä meid ärä kurjast: Sest sino perält om riik, nink wägi, nink awwustus igäwätses ajas. Aamen.

### Vaterunser (Mi Esä) in der modernen südestnischen Schriftsprache (Võro)
Mi Esä taivan: pühendedüs saaguq sino nimi. Sino riik tulguq. Sino tahtminõ sündkuq, ku taivan, nii ka maa pääl. Mi päävälikku leibä annaq meile täämbä. Nink annaq meile andis mi süüq, nii ku ka mi andis anna umilõ süüdläisile. Ni saatku-i meid joht kiusatusõ sisse, a pästäq meid ärq kur’ast, selle et sino perält om riik ja vägi ni avvustus igävädses aos. Aamõn.

### Vaterunser (Meie isa) im modernen Standard-Estnisch
Meie isa, kes Sa oled taevas: pühitsetud olgu Sinu nimi. Sinu riik tulgu. Sinu tahtmine sündigu, nagu taevas nõnda ka maa peal. Meie igapäevast leiba anna meile tänapäev. Ja anna meile andeks meie võlad nagu meiegi andeks anname oma võlglastele. Ja ära saada meid kiusatusse, vaid päästa meid ära kurjast. Sest Sinu päralt on riik ja vägi ja au igavesti. Aamen.